# Udești (gmina)
Udești – gmina w Rumunii, w okręgu Suczawa. Obejmuje miejscowości Chilișeni, Luncușoara, Mănăstioara, Plăvălari, Poieni-Suceava, Racova, Reuseni, Rușii-Mănăstioara, Securiceni, Știrbăț i Udești. W 2011 roku liczyła 7566 mieszkańców.